# N,N'-双(亚水杨基)-1,2-丙二胺
N,N'-双(亚水杨基)-1,2-丙二胺（也称为：Salpn配体，Salpn ligand）是一种含氮有机化合物，化学式C17H18N2O2，可作为螯合物配體，用作機油的添加剂。